# Laurella guriana
Laurella guriana är en stekelart som beskrevs av John M. Heraty 2002. Laurella guriana ingår i släktet Laurella och familjen Eucharitidae.
Artens utbredningsområde är Venezuela. Inga underarter finns listade i Catalogue of Life.